# رفع الأثقال في الدورة الرياضية العربية الثامنة بيروت 1997
توزيع الأوسمة في رفع الأثقال في الدورة الرياضية العربية الثامنة بيروت 1997:
| ت | البلد    | ذهبية | فضية | برونزية | المجموع |
| - | -------- | ----- | ---- | ------- | ------- |
| 1 | مصر      | 24    | 5    | 1       | 30      |
| 2 | الجزائر  | 4     | 8    | 8       | 20      |
| 3 | المغرب   | 1     | 8    | 9       | 18      |
| 4 | السعودية | 1     | 1    | 7       | 9       |
| 5 | لبنان    | -     | 8    | 2       | 10      |
| 6 | الأردن   | -     | -    | 3       | 3       |

## النتائج الكاملة
| وزن                        | الذهبية                             | الفضية                         | البرونزية                     |
| -------------------------- | ----------------------------------- | ------------------------------ | ----------------------------- |
| الديك 54 كغم (خطف)         | علي حميد(مصر) 105                   | نافع بن عمي (الجزائر) 95       | عايد الخوالدة (الأردن) 95     |
| الديك 54كغم (نتر)          | علي حميد(مصر) 135                   | أسامة مستو(لبنان) 122.5        | عايد الخوالدة (الأردن) 120    |
| الديك 54كغم(المجموع)       | علي حميد(مصر) 240                   | أسامة مستو(لبنان) 217.5        | عايد الخوالدة (الأردن) 215    |
| الريشة 59كغم (خطف)         | سعيد العشري(الجزائر) 112.5          | محمد عثمان (مصر) 110           | بنيان الدوسري(السعودية) 105   |
| الريشة 59كغم (نتر)         | محمد عثمان (مصر) 140                | بنيان الدوسري(السعودية) 132.5  | سعيد العشري(الجزائر) 120      |
| الريشة 59كغم(المجموع)      | محمد عثمان (مصر) 250                | سعيد العشري(الجزائر) 242.5     | بنيان الدوسري(السعودية) 237.5 |
| الخفيف 64كغم (خطف)         | يسري الشلالي(مصر) 117.5             | معروف طرحة(لبنان)115           | محمد زهير مغربي (سوريا) 112.5 |
| الخفيف 64كغم (نتر)         | يسري الشلالي(مصر)152.5              | معروف طرحة(لبنان) 150          | محمد زهير مغربي (سوريا) 135   |
| الخفيف 64كغم(المجموع)      | يسري الشلالي(مصر) 270               | معروف طرحة(لبنان) 265          | محمد زهير مغربي (سوريا) 247.5 |
| فوق الخفيف 70كغم (خطف)     | عبد المنعم اليحياوي (الجزائر) 137.5 | أحمد سمير طمور (مصر)135        | فؤاد بن زنودة (الجزائر) 127.5 |
| فوق الخفيف 70كغم (نتر)     | عبد المنعم اليحياوي (الجزائر)175    | أحمد سمير طمور (مصر) 172.5     | فؤاد بن زنودة (الجزائر) 160   |
| فوق الخفيف 70كغم(المجموع)  | عبد المنعم اليحياوي (الجزائر) 312.5 | أحمد سمير طمور (مصر) 307.5     | فؤاد بن زنودة (الجزائر) 287.5 |
| الولتر 76كغم (خطف)         | عبد الله السباعي (سوريا)140         | رأفت جلال (مصر) 140            | عبد الله اسكنراني (سوريا)130  |
| الولتر 76كغم (نتر)         | رأفت جلال (مصر)175                  | عبد الله السباعي (سوريا)172.5  | عبد الله اسكنراني (سوريا) 160 |
| الولتر 76كغم(المجموع)      | رأفت جلال (مصر)315                  | عبد الله السباعي (سوريا)312.5  | عبد الله اسكنراني (سوريا)290  |
| فوق الولتر 83كغم (خطف)     | ناصر عادل (مصر) 152.5               | خافق خاشوجيان (سوريا) 150      | فادي عميش (سوريا)135          |
| فوق الولتر 83كغم (نتر)     | ناصر عادل (مصر) 187.5               | خافق خاشوجيان (سوريا) 185      | فادي عميش (سوريا) 175         |
| فوق الولتر 83كغم(المجموع)  | ناصر عادل (مصر) 340                 | خافق خاشوجيان (سوريا) 330      | فادي عميش (سوريا)310          |
| المتوسط 91كغم (خطف)        | ناصر هلال(مصر) 150                  | عبد العزيز مسوار (الجزائر) 135 | طيب بولحية (الجزائر) 130      |
| المتوسط 91كغم (نتر)        | ناصر هلال(مصر) 177.5                | عبد العزيز مسوار (الجزائر) 175 | طيب بولحية (الجزائر) 165      |
| المتوسط 91كغم(المجموع)     | ناصر هلال(مصر) 327.5                | عبد العزيز مسوار (الجزائر) 310 | طيب بولحية (الجزائر) 295      |
| خفيف الثقيل 99كغم (خطف)    | خالد الحرني(مصر) 150                | جمال عقون (الجزائر) 145        | حسين المدن (السعودية) 130     |
| خفيف الثقيل 99كغم (نتر)    | خالد الحرني(مصر) 185                | جمال عقون (الجزائر) 182.5      | حسين المدن (السعودية) 152.5   |
| خفيف الثقيل 99كغم(المجموع) | خالد الحرني(مصر) 335                | جمال عقون (الجزائر) 327.5      | حسين المدن (السعودية) 282.5   |
| الثقيل 108كغم (خطف)        | ثروت البنداري (مصر)165              | حسانين الشيخ (سوريا) 152.5     | سليم حاجي (الجزائر) 135       |
| الثقيل 108كغم (نتر)        | ثروت البنداري (مصر)200              | حسانين الشيخ (سوريا) 195       | محمد الزهراني (السعودية) 150  |
| الثقيل 108كغم(المجموع)     | ثروت البنداري (مصر)365              | حسانين الشيخ (سوريا) 347.5     | محمد الزهراني (السعودية) 275  |
| فوق الثقيل (خطف)           | عبد الله سيف (السعودية)157.5        | حسانين مقلد (لبنان) 155        | هاني محمود (مصر) 155          |
| فوق الثقيل (نتر)           | هاني محمود (مصر)197.5               | حسانين مقلد (لبنان) 192.5      | علي شقير (لبنان) 190          |
| فوق الثقيل (المجموع)       | هاني محمود (مصر)362.5               | حسانين مقلد (لبنان) 347.5      | علي شقير (لبنان) 342.5        |